# Karl Kneebusch

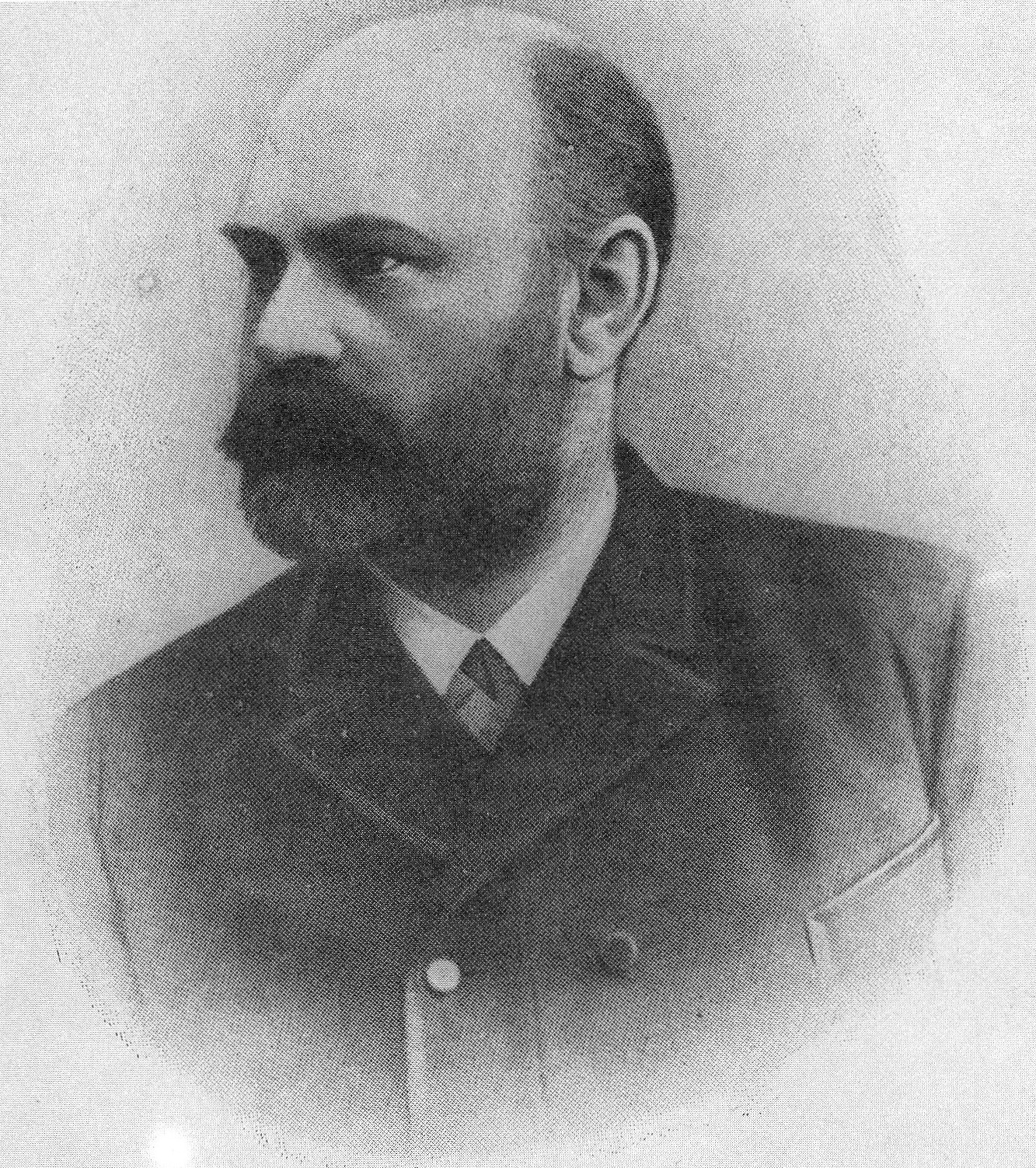
Karl Kneebusch

Karl Kneebusch (* 3. April 1849 in Neukloster; † 17. Dezember 1902 in Dortmund) war ein deutscher Lehrer und Autor von Wanderliteratur über das Sauerland. Sein 1884 geschriebener und von Hermann Großjohann und Hugo Kracht ab 1907 weitergeführter  „Sauerlandführer“ erlebte zuletzt unter dem Nebentitel „Führer durch das Sauerland, Siegerland, Wittgensteiner Land, Bergische und Oberbergische Land, Waldeck und das Gebiet der unteren Ruhr“ bis 1974 insgesamt 34 Auflagen und wurde mehr als 215.000 mal gedruckt.

## Leben
1849 in Neukloster in Mecklenburg-Schwerin geboren, war er als promovierter Lehrer für Geschichte und Erdkunde an verschiedenen Schulen im In- und Ausland tätig. 1880 nahm er eine Stellung an der Gewerbeschule Dortmund an, die später zu einer Oberrealschule umgewandelt wurde. Er war bald verantwortlich für eine Anzahl weiterer Fortbildungsschulen Westfalens und bekam am 17. Dezember 1897 den Professorentitel verliehen.
Seine Wanderungen führten ihn in das Sauerland. Er schrieb 1884 den ersten touristischen Wanderführer über die Mittelgebirgsregion. Schon nach einem Jahr folgte eine Zweitauflage, die dritte im Gründungsjahr 1891 des Sauerländischen Gebirgsvereins (SGV), mit dem sofort eine Zusammenarbeit entstand. Die frisch gegründeten SGV-Ortsabteilungen im Sauerland sammelten Material für das Buch, das im Gegenzug zum offiziellen Vereinswanderbuch wurde. Ab der vierten Auflage 1893 wurde das Buch infolge der Erweiterung auf umliegende Regionen in „(Führer durch das) Sauerland, Siegerland, Wittgensteiner Land und Waldeck“ umbenannt.
An seinem Wohnort Dortmund gründete er eine SGV-Ortsabteilung, deren Größe bald ein Zehntel der Mitglieder des gesamten Vereins umfasste, und wurde aufgrund seiner Ortskenntnisse mit der Bildung der SGV-Wegekommission beauftragt, die ein Netz von markierten Wanderwegen im Sauerland schaffen sollte. Nach seinem plötzlichen Tod durch einen Schlaganfall wurde in Bad Laasphe am 9. September 1906 ein Kneebusch-Denkmal eingeweiht, zu dem, zwischenzeitlich zum Kneebusch-Gedenkstein umgestaltet, 1960 der (Hugo) Kracht-Gedenkstein ergänzt wurde.
Kneebusch wurde auf dem Dortmunder Ostenfriedhof bestattet. Seine Grabstele steht heute unter Denkmalschutz.

## Ehrungen
- Kneebusch-Gedenkstein in Bad Laasphe

## Schriften
- Die Politik König Wenzels, soweit sie mit dem Frankfurter September-Reichstage 1379 in Verbindung steht, 1889 Digitalisat